# Alice Paul
Alice Stokes Paul, född 11 januari 1885 i Mount Laurel i Burlington County, New Jersey, död 9 juli 1977 i Moorestown i Burlington County, New Jersey, var en amerikansk suffragett och aktivist. Tillsammans med Lucy Burns med flera, arbetade hon för kvinnors rösträtt i USA, vilket resulterade i det nittonde tillägget i den amerikanska konstitutionen den 26 augusti 1920.

## Uppväxt och utbildning
Alice Paul var dotter till William Mickle Paul och Tacie Parry Paul och var äldst av fyra syskon. Fadern var affärsman i Moorestown, en förort till Philadelphia. Familjen var kväkare och Tacie Paul deltog i möten om kvinnlig rösträtt med sin äldsta dotter.
Alice Paul började skolan vid kväkarnas skola i Moorestown och gick ut med högsta betyg. Vid 16 års ålder började Alice Paul studera vid Swarthmore College, en skola för kväkare, som grundats 1864 av Lucretia Mott och Joseph Wharton. Hon tog examen i biologi 1905. Därefter flyttade hon till New York och bodde på ett settlement house medan hon studerade vid New York School of Philanthropy. Till hösten började hon studera vid University of Pennsylvania och tog en filosofie magister examen i statsvetenskap, sociologi och ekonomi 1907.

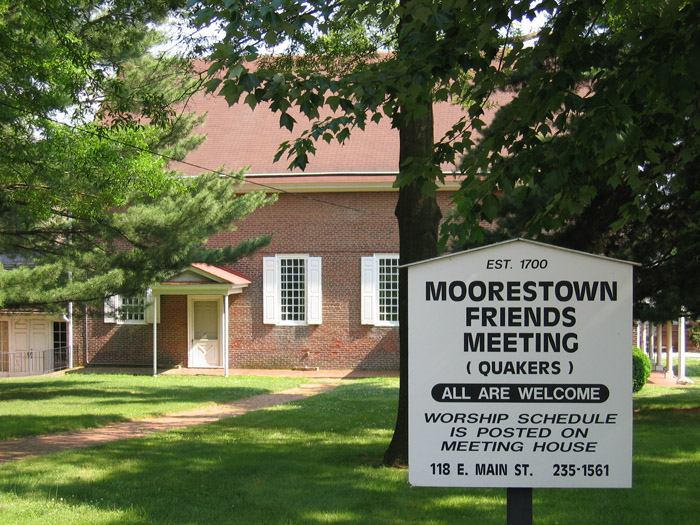
Kväkarnas hus i Moorestown.
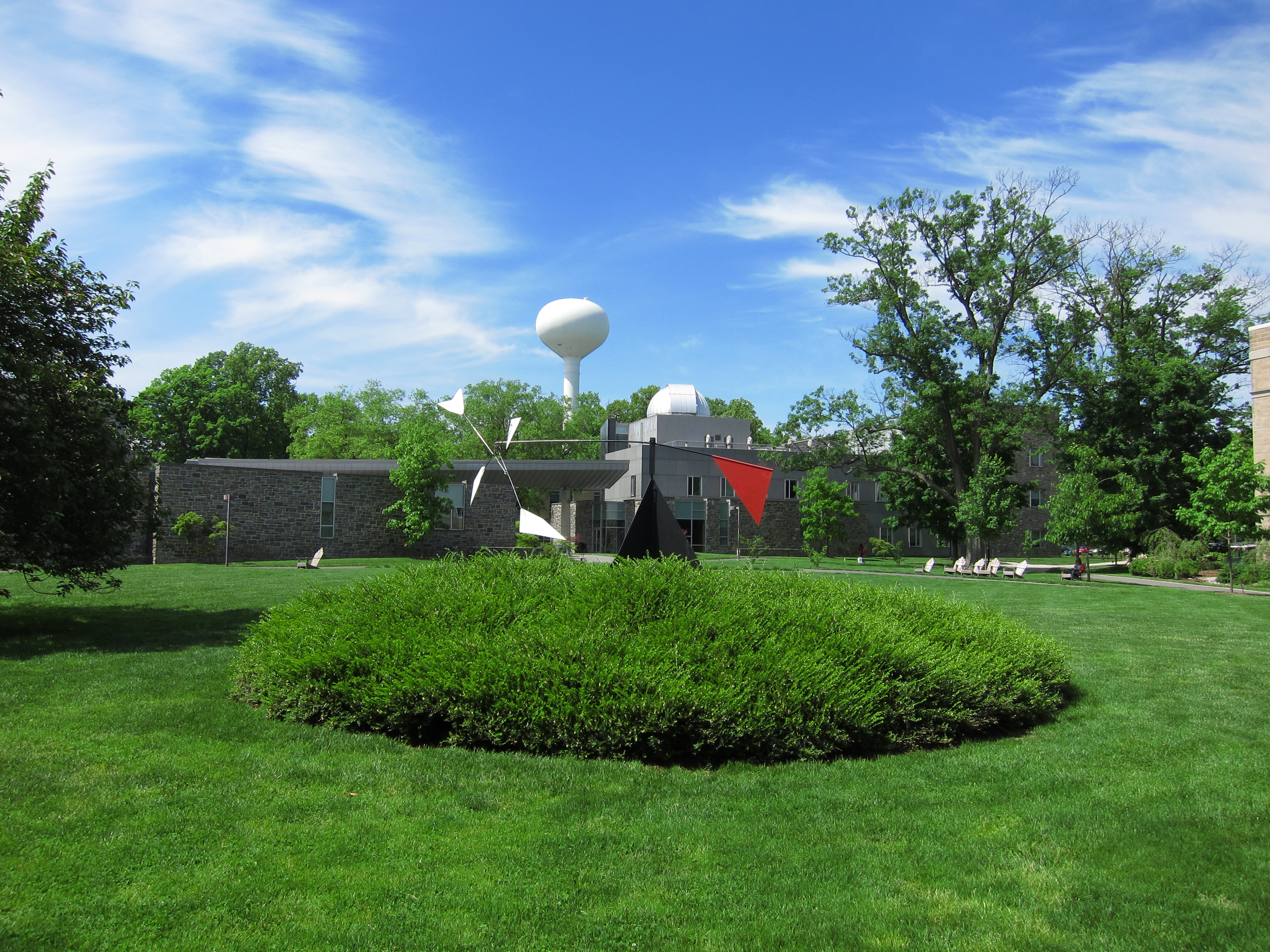
Byggnader vid Swarthmore College.
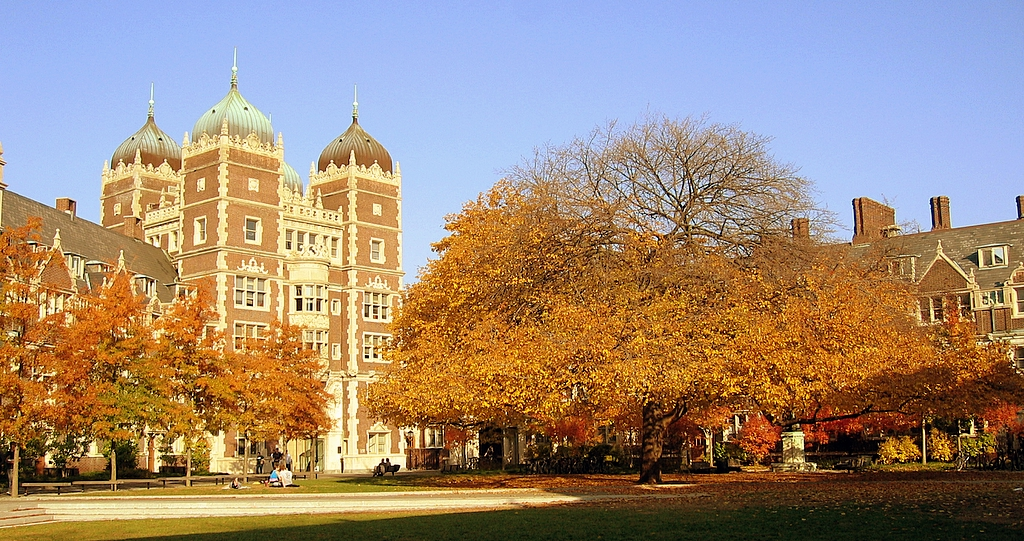
Penn campus.

## Alice Paul i England
Paul önskade fortsätta studier inom kväkarrörelsen och fick ett stipendium för studier vid Woodbrooke Quaker Study Centre i Birmingham, England. Där bevittnade hon en demonstration ledd av Christabel Pankhurst, som talade om kvinnlig rösträtt. Christabel, hennes mor Emmeline Pankhurst och systern Sylvia Pankhurst hade startat den militanta suffragettrörelsen i England. Krav, böner och tålamod hade inte varit tillräckligt. De militanta kvinnorna krossade vindrutor, fick tidningarnas uppmärksamhet och häktades av polisen. Paul gick med i denna rörelse. Hungerstrejk blev också en metod som de använde sig av. Paul hamnade i fängelse och fick mod av ett citat på fängelseväggen.
| ”                  | Resistance to tyranny is obedience to God. | „ |
| – Thomas Jefferson |                                            |   |

Paul och hennes medsystrar hamnade ofta i fängelse, Paul arresterades sju gånger och satt i fängelse tre gånger. De praktiserade civil olydnad och begärde att bli behandlade som politiska fångar, vilket inte accepterades. Paul gjorde motstånd när den kvinnliga fångvaktaren försökte ta på henne fängelsekläder. Hon tillkallade då en manlig fångvaktare och det blev skriverier i tidningarna. Efter flera år av prövningar i England återvände Paul till USA i januari 1910.

## Engagemang för kvinnors rösträtt
Paul blev engagerad i National American Woman Suffrage Association, NAWSA. Hon ville förändra lagar som påverkade kvinnors liv och började studera juridik vid University of Pennsylvania, blev filosofie doktor i juridik 1912. Hon kom in i styrelsen för NAWSA och bildade en mer militant avdelning, National Woman's Party med målet att påverka federal lagstiftning. Alla i NAWSA:s styrelse utom Jane Addams tog avstånd från Pauls politik.